# 베고니아
베고니아(Begonia grandis, hardy begonia)는 여러해살이풀로서 높이는 60cm 가량이다. 일반적으로 줄기는 황색이지만 마디 부분은 홍색을 띠고 있으며 알뿌리를 가지고 있다. 잎은 달걀 모양으로, 끝이 뾰족하고 가장자리는 톱니처럼 되어 있으며, 대부분 어긋난다. 꽃은 암수한그루로서 옅은 홍색이며, 7-9월경에 산방꽃차례를 이루면서 달린다. 수꽃은 4개의 꽃잎을 가지고 있는데, 그 중 2개는 길고 2개는 짧다. 한편, 암꽃은 5개의 꽃잎을 가지며, 씨방에는 많은 수의 씨가 만들어진다. 주로 그늘이 지는 습지에서 자라며, 관상용으로 널리 심고 있다.

## 같이 보기
- 김정일화